# Gynoplistia drekurmi
Gynoplistia drekurmi là một loài ruồi trong họ Limoniidae. Chúng phân bố ở miền Australasia.